# Austrolycopodium magellanicum
Austrolycopodium magellanicum är en lummerväxtart som först beskrevs av Ambroise Marie François Joseph Palisot de Beauvois, och fick sitt nu gällande namn av Josef Holub. Austrolycopodium magellanicum ingår i släktet Austrolycopodium och familjen lummerväxter. Inga underarter finns listade i Catalogue of Life.